# Frank Jack Fletcher
Frank Jack Fletcher (29 d'abril de 1885 – 25 d'abril de 1973) va ser un almirall de la Marina dels Estats Units durant la Segona Guerra Mundial. Fletcher va ser el comandant operatiu a les batalles del Mar del Corall i de Midway, que van marcar un punt d'inflexió a la Guerra del Pacífic. Era nebot de l'Almirall Frank Friday Fletcher.

## Biografia

### Inicis a la Marina
Fletcher va néixer a Marshalltown, Iowa el 9 d'abril de 1885. Es graduà a l'Acadèmia Naval dels Estats Units d'Iowa el 1902, graduant-se a Annapolis el 12 de febrer de 1906 i rebent el despatx d'alferes el 13 de febrer de 1908, després de dos anys al mar.
Els primers anys de la seva carrera van ser als cuirassats USS Rhode Island, USS Ohio, i USS Maine. També passà algun temps a bord del USS Eagle i del USS Franklin. El novembre de 1909 va ser destinat a bord del USS Chauncey, a la Flotilla Asiàtica de Torpedineres. Comandà el USS Dale a l'abril de 1910 i al març de 1912 tornà al USS Chauncey com a comandant. Destinat a bord del USS Florida al desembre de 1912, participà en l'Ocupació estatunidenca de Veracruz 1914 l'abril de 1914, i fou condecorat amb la Medalla d'Honor per la seva conducta distingida durant la batalla de Veracruz.

### I Guerra Mundial i període de postguerra
Fletcher esdevingué Ajudant i Tinent de Bandera a l'estat major del Comandant en Cap de la Flota de l'Atlàntic dels Estats Units al juliol de 1914. Després d'un any a aquest destí, tornà a l'Acadèmia Naval per a exercir al Departament Executiu. Després de l'esclat de la I Guerra Mundial, serví com a oficial d'artilleria al USS Kearsarge fins al setembre de 1917, assumint després la comandància del USS Margaret. Al febrer de 1918 va ser destinat al USS Allen, abans de comandar el USS Benham al maig de 1918. Pel seu servei de patrulles i protecció de combois va ser condecorat amb la Creu de la Marina.
Entre octubre de 1918 i febrer de 1919, assistí a armar al USS Crane a San Francisco. Després va ser nomenat comandant del USS Gridley. Entre abril de 1919 i fins a setembre de 1922 va ser cap de la Secció de Detall a la Divisió de Personal Allistat de l'Oficina de Navegació a Washington.

### Període d'entreguerres
Tornà a l'Estació Asiàtica, després de comandar el USS Whipple, el USS Sacramento, el USS Rainbow, i la base de submarins Cavite. Entre 1925 i 1927 serví al Washington Navy Yards; esdevingué oficial executiu del USS Colorado i completà el curs superior a l'Acadèmia de Guerra Naval a Newport, Rhode Island al juny de 1930.
L'agost de 1931 va ser nomenat cap de l'estat major del comandant en cap de la Flota Atlàntica. A l'estiu de 1933 va ser destinat a l'oficina del Cap d'Operacions Navals. Després d'aquest nomenament va servir entre novembre de 1933 i fins a maig de 1936 com a Ajudant del Secretari de la Marina, Claude A. Swanson. Al juny de 1936 comandà el USS New Mexico, nau insígnia de la Tercera Divisió de Cuirassats. Al desembre de 1937 passà a ser membre del Comitè d'Examen Naval, i al juny de 1938, Assistent del Cap del Buró de Navegació. Retornà al Pacífic entre setembre de 1939 i desembre de 1941, esdevenint comandant de la Tercera Divisió de Creuers, la Sisena Divisió de Creuers, el Grup de Creuers d'Exploració i la Quarta Divisió de Creuers.

### II Guerra Mundial

#### Illa de Wake — 8 de desembre – 23 de desembre de 1941
En resposta als informes dels marines estacionats a l'illa de Wake sobre el bombardeig japonès i la posterior temptativa d'invasió durant la primera setmana després de Pearl Harbor, Fletcher va ser enviat a l'oest amb el portaavions USS Saratoga (Task Force 11) per portar el relleu.
Es trobava a un dia de distància quan es modificaren els plans i se li ordenà que esperés al USS Lexington (Task Force 12, vicealmirall Brown). L'endemà, els japonesos van envair amb èxit l'illa de Wake. La task force va tornar seguint les ordres de l'almirall Pye, que s'esperava que arribés l'almirall Nimitz a Pearl Harbor i prengués possessió del càrrec de Comandant en Cap de la Flota del Pacífic.

#### Gener – abril de 1942
L'1 de gener de 1942, el contraalmirall Fletcher va prendre el comandament de la Task Force 17, feta al voltant del portaavions USS Yorktown. Tot a ser un almirall de flota de superfície, va ser triat sobre d'altres oficials superiors per comandar un grup de portaavions. Va haver d'aprendre operacions aèries sobre la marxa mentre que escortava tropes cap al Pacífic sud. Era un comandant de Task Force novell, sota la tutela d'experts: el vicealmirall William Halsey durant els Atacs Marshalls-Gilberts al febrer; el vicealmirall Wilson Brown atacant els desembarcaments enemics a Nova Guinea al març; i tenia al contraalmirall Aubrey Fitch com a expert en aviació durant la primera batalla al mar del Corall.

#### Mar del Corall — 4 – 8 de maig de 1942
Al maig de 1942, comandà les Task Forces durant la batalla del Mar del Corall. Aquesta batalla és famosa per ser la primera batalla naval lluitada enterament a l'aire, sense que les flotes arribessin a veure's l'una a l'altre.
Fletcher, amb el USS Yorktown, de la Task Force 17, havia estat patrullant pel mar del Corall, trobant-se amb el contraalmirall Aubrey Fitch, a bord del USS Lexington, de la Task Force 11, i un grup de petrolers. Fletcher acabà de carregar combustible primer i es dirigí a l'oest. Al sentir que els japonesos estaven ocupant Tulagi, la TF 17 atacà les platges de desembarcament, enfonsant diversos vaixells petits abans de tornar-se a unir al USS Lexington i a un grup de creuers australians, a les ordres del contraalmirall John Gregory Crace el 5 de maig.
L'endemà, intel·ligència informà que un grup d'invasió japonès es dirigia cap a Port Moresby, a Papua Nova Guinea, i que un grup de portaavions estava a la zona. El matí del 7 de maig, Fletcher envià als creuers australians a aturar els transports mentre que ell atacaria als portaavions. Els seus pilots van enfonsar el portaavions Shōhō, que escortava diversos vaixells de transport de tropes. Mentrestant, els portaavions del Kaigun Shōshō Chuichi Hara van trobar el petroler USS Neosho causant-li danys greus (dies després va ser enfonsat pel USS Henley, després que el Neosho fos atacat pels nipons i haguessin enfonsat al seu vaixell escorta, el USS Sims.
Amb les primeres llums del 8 de maig, "s'inicià el tercer assalt". Fletcher llançà 75 avions, mentre que Hara en llançà 69. Fitch tenia més experiència en les operacions aèries, i Fletcher li deixà dirigir aquesta funció (com faria posteriorment amb el contraalmirall Noyes a Guadalcanal. El portaavions Shokaku va ser tocat, però no per sota de la línia de flotació, i pogué allunyar-se. Els japonesos van aconseguir fer impactar dos torpedes al USS Lexington, que va ser abandonat aquella mateixa nit. El USS Yorktown va ser tocat, però va sobreviure. Hara fallà en usar el portaavions Zuikaku per aconseguir la victòria i retirar-se. La flota d'invasió, sense cobertura aèria, també es retirà, aturant la invasió de Port Moresby. Fletcher havia aconseguit l'objectiu de la missió a costa d'un portaavions, un petroler i un destructor. A més, els seus Wildcats havien abatut més avions japonesos dels que havien perdut (52 a 35), i havien danyat el Shokaku, encara que un mes després va poder lluitar a Midway.
La batalla del mar del Corall va ser la primera batalla de la Segona Guerra Mundial en què la Marina Imperial Japonesa va ser aturada. A les batalles de Pearl Harbor, les Índies Orientals, Austràlia i Ceilan havia derrotat les flotes britàniques i holandeses, i no havia perdut cap vaixell major a un minador o un submarí.

#### Midway — 4 – 7 de juny de 1942
Al juny de 1942, era l'oficial al comandament tàctic durant la batalla de Midway, comandant dues task forces, la seva TF 17 habitual (que havia reparat a correcuita al USS Yorktown) a més de la TF 16, amb el USS Enterprise i el USS Hornet. El vicealmirall William Halsey havia estat nomenat per comandar la flota, però caigué malalt i va ser reemplaçat pel contraalmirall Raymond Spruance. El 3 de juny, Fletcher havia rebut informes conforme avions de recerca havien trobat la flota principal japonesa. Fletcher jutjà correctament que els informes no eren correctes i insistí perquè es realitzés una recerca més exhaustiva dels portaavions japonesos. També va jutjar correctament que els japonesos ignoraven que allà també estava ell amb els seus portaavions. Quan l'endemà els avions de 4 portaavions japonesos atacaren l'illa de Midway, els tres portaavions nord-americans (advertits gràcies al fet que la intel·ligència americana havia trencat el codi japonès) esperant emboscats, llançaren un atac que enfonsà 3 portaavions enemics (l'Akagi, el Kaga i el Sōryū). L'Enterprise i el Hornet van perdre 70 avions. Els exploradors de Fletcher van trobar un quart portaavions a la zona (el Hiryu), enfonsant-lo amb avions de l'Enterprise i del Yorktown. Al capvespre, Fletcher rellevà a Spruance per continuar lluitant amb la TF 16 l'endemà. Durant els dos dies següents, Spruance trobà dos creuers danyats i n'enfonsà un. La flota de batalla i els transports de tropes es retiraren. Un submarí japonès, el I-168, trobà al malmès Yorktown i l'enfonsà, juntament amb el destructor USS Hammann.
Dels 7 portaavions de què disposava la Marina Imperial Japonesa (6 en el moment de Pearl Harbor i un de nova construcció), quatre van ser enfonsats a Midway, a més d'un altre enfonsat al mar del Corall. La taxa de canvi de quatre per un era molt afavoridora pels americans. Fletcher demostrà que havia après de la seva experiència al mar del Corall i li va sortir bé a Midway. Després d'aquest èxit, va ser promogut a vicealmirall.

#### Els desembarcaments de Guadalcanal — 7 – 9 d'agost de 1942
Quan els Estats Units prengueren la iniciativa a l'agost de 1942, el vicealmirall Fletcher comandà la Task Force 61, encarregada de la invasió de les illes de Tulagi i Guadalcanal per la 1a Divisió de Marines. Quan Fletcher es trobà amb la resta dels principals comandants per discutir l'operació, es mostrà molt escèptic: havent perdut un portaavions a cadascuna de les batalles que havia combatut, tenia por de perdre'n més a l'haver d'operar dins del radi d'acció dels avions japonesos amb base a terra, i anuncià que els seus portaavions només recolzarien les tropes que desembarcaven només durant dos dies (la meitat del temps estimat necessari per desembarcar tots els homes i subministraments). A Tulagi, les tropes invasores van tenir un estret suport aeri; però a Guadalcanal, Fletcher retirà els seus portaavions de les aigües perilloses dotze hores abans del que havia planejat, dient que anava curt de combustible i que no tenia prou avions de caça, tot i no tenir l'autorització del seu superior, almirall Ghormley. El desembarcament dels subministraments del contraalmirall Richmond K. Turner no va anar tan bé com calia, no li ho va dir a Fletcher, i quan els portaavions es retiraren, els seus transports també hagueren de marxar. Els Marines es referiren a això com el "Navy Bugout", consideran-la injustificable. La seva justificació sobre la mancança de combustible i caces s'ha vist com una excusa davant la seva preocupació principal: la seva por a arriscar els portaavions.
A més, paral·lelament estava tenint lloc un altre incident: la batalla de l'illa de Savo, el 9 d'agost de 1942:
Naus aliades a les ordres del contraalmirall Victor Crutchley, RN, que protegien els transports, van ser sorpreses a mitjanit i derrotades en 32 minuts per 7 creuers i un destructor japonesos, a les ordres del vicealmirall japonès Gunichi Mikawa. Un creuer pesant australià i un d'estatunidenc van ser enfonsats, i un altre creuer i dos destructors americans van ser danyats, encara que cap transport va resultar malmès. Un dels motius de crítica cap a Fletcher és que els seus portaavions eren molt lluny, i quan tornaren al matí, encara eren massa lluny per buscar venjança.

#### Les illes Salomó Orientals — 24 – 25 d'agost de 1942
Fletcher va usar els portaavions dues setmanes després, quan s'enfrontà a una flota japonesa superior que provava de portar a terme una contrainvasió a la batalla de les Salomó Orientals. Basant-se en els informes d'intel·ligència sobre una altra gran operació japonesa a les Salomó, els 23 d'agost els portaavions de Fletcher es trobaven operant a unes 150 milles de Guadalcanal. L'endemà rebé informes de contactes amb els japonesos i llançà als portaavions, incloent el seu vaixell insígnia (el USS Saratoga) per interceptar-los.
En iniciar el combat, enfonsà el seu sisè portaavions, el Ryujo. De fet, la batalla va ser essencialment combats aeris, amb foc antiaeri provinent dels vaixells. Ja veterà a les batalles de portaavions, Fletcher retingué fins a 53 caces dedicats a patrulles aèries de combat sobre els seus portaavions. No obstant això, el USS Enterprise va rebre l'impacte de 3 bombes, mentre que el portaavions japonès Chitose va ser pràcticament enfonsat, però finalment aconseguí sobreviure.
Els nord-americans van perdre 20 avions, mentre que els japonesos en perderen 70. Els japonesos es retiraren sense haver aconseguit desembarcar tropes a Guadalcanal, i van haver de confiar únicament en el Tokyo Express, desembarcant només alguns centenars d'homes i subministraments durant les nits, mitjançant destructors. Fletcher va rebre moltes crítiques de l'Almirall King per no perseguir la Flota Combinada quan es retirava. Aquesta crítica potser va afectar la seva decisió de no tornar a Fletcher al comandament després que el seu vaixell insígnia, el portaavions USS Saratoga fos torpedinat i resultés danyat per un submarí japonès el 31 d'agost de 1942. El mateix Fletcher va resultar ferit en l'atac al USS Saratoga, rebent un tall al cap, motiu pel qual se li concedí el primer permís després de 8 mesos de combat continuat.

#### El Pacífic nord
El novembre de 1942, després de la campanya de Guadalcanal, l'Alt Comandament, en resposta a les crítiques que havia generat l'actuació de Fletcher com a comandant d'una flota de destructors, el va nomenar comandant del Tretzè Districte Naval i Comandant de la Frontera Naval Nord-occidental, per calmar l'opinió pública que temia una invasió des del nord. Un any després, va ser encarregat de tota la zona del Pacífic nord, mantenint el càrrec fins al final de la Segona Guerra Mundial.

### Postguerra i dies finals
El vicealmirall Fletcher va ser nomenat pel Comitè General de la Marina el 1946, retirant-se al maig de 1947 com a President del comitè, amb rang d'Almirall. Es retirà al comtat d'Araby, a Maryland, on morí el 25 d'abril de 1973, als 87 anys. Està enterrat al Cementiri Nacional d'Arlington.

## Llegat
L'Almirall Fletcher posseïa un coratge personal inqüestionable. No obstant això, no va ser capaç d'ajustar-se al gran estrès ocasionat per la guerra de moviments ràpids dels portaavions. La pèrdua del USS Lexington al mar del Corall i del USS Yorktown a Midway el van fer més caut durant la campanya de Guadalcanal. Això no obstant, Fletcher té al seu haver que va ser ell qui va comandar els portaavions estatunidencs a les dues grans primeres batalles de portaavions: la batalla del mar del Corall, que va ser el primer cop important que va rebre la Marina Imperial al Pacífic; i la batalla de Midway, que marcà el punt d'inflexió a la guerra.
El USS Fletcher (DD-992) llueix el seu nom en honor de l'almirall Fletcher.

## Condecoracions
- Medalla d'Honor
- Creu de la Marina
- Medalla del Servei Distingit a la Marina
- Cor Porpra
- Medalla del Servei a Mèxic
- Medalla de la Victòria a la I Guerra Mundial
- Medalla de la Campanya Americana
- Medalla de la Campanya Asiàtica-Pacífica
- Medalla de la Victòria a la II Guerra Mundial